# 景山东街
39°55′33″N 116°23′58″E / 39.9258146°N 116.3994847°E
景山东街是位于中国北京市东城区西部的一条大街。

## 简介
景山东街北起景山后街，南至景山前街。因位于景山东侧而得名。景山东街的所在地，明朝、清朝时属皇家禁苑，在今街东大约三十米处为禁苑的东墙。东墙以内，建有供禁卫军瞭望的岗亭以及射箭所，平时皇帝在此游玩，或检阅八旗子弟演习射箭。一般百姓禁止到此，文武大臣未经赐准也不得擅入。
辛亥革命后，清朝皇帝溥仪被废，只获准在故宫神武门至乾清门的内廷暂居。天安门和皇城其他地方统归中华民国政府接管。当时，自天安门至地安门必须经东安门或西安门绕皇城半圈，交通不便。1914年，在天安门东、西两侧的皇城墙上，东辟南池子街门，西辟南长街街门，分别向北，到景山的东西各占甬道一段，直通地安门。景山东侧的道路，起初称“景山东大街”。1965年北京市整顿地名时，改称“景山东街”。文化大革命中，一度改称“代代红路”。后复名“景山东街”。